# Finlandia-Halle
Die 1971 nach einem Entwurf des Architekten und Städteplaners Alvar Aalto fertiggestellte Finlandia-Halle (finnisch Finlandia-talo, schwedisch Finlandiahuset, beide deutsch „(das) Finlandia-Haus“) ist ein Konzert- und Kongressgebäude und heute eines der Wahrzeichen von Helsinki. Der Baustil ist funktionell ausgerichtet. Das Hauptauditorium der Halle bietet Platz für 1750 Besucher. Die am südlichen Ufer der Töölö-Bucht (Töölönlahti/Tölöviken) gelegene Halle ist mit weißem Carrara-Marmor verkleidet und fällt bereits von weitem auf. Das raue Klima Finnlands setzte den Marmorplatten jedoch stark zu, daher mussten die meisten Platten mittlerweile ersetzt werden.
Das Bauwerk und ihr Schöpfer sind auf der finnischen 50-Mark-Banknote abgebildet. Dies war die letzte Serie vor der Einführung des Euro.
Im Juli 1975 wurde hier die KSZE-Schlussakte unterzeichnet.